# 秩父大火
秩父大火（ちちぶたいか）は、1878年（明治11年）3月22日に、現在の埼玉県秩父市（旧・大宮郷）で発生した大規模火災である。中町より出火し、市街地の中心部を広範囲にわたり焼失させ、寺社、家屋を含む多くの建物に被害をもたらした。

## 経過
1878年（明治11年）3月22日午前6時30分頃、大宮郷中町より出火した。乾燥した天候と密集する木造建築群により、火勢は瞬く間に拡大した。水利の不足と消火体制の未整備が鎮火を困難にし、市街中心部の大半が炎上した。
同日正午頃に鎮火したが、中町・本町・番場・東町・上町・熊木など現在の秩父市中心部が被災した。焼失戸数は約447戸に及んだ（記録により異なり307戸とする資料もあり）。死傷者数は不明。
主な被災施設は以下の通り。
- 秩父神社 - 神楽殿、御供所などが焼失したが、本殿は銅板葺きのため延焼を免れた[3]。
- 慈眼寺（秩父札所十三番） - 堂宇を失い、その後22年かけて再建された[4]。
- 惣円寺（秩父七福神）は本堂やその敷地内に設置されていた大宮学校（現・秩父市立秩父第一小学校）を失う。その後防火対策含んだ新本堂を建設。

このほか、郡役所も被災した。

## 経済・文化への影響
当時の秩父は養蚕業と絹織物で繁栄していたが、大火による商家・取引施設の消失で地域経済は打撃を受けた。多数の寺社や町家も焼失し、文化財の損失も大きかった。その後、秩父神社の再建が進められ、現在もその歴史を伝える。市街地の復興にあたっては、防火対策や都市計画の見直しが図られた。

## 現在
現在の秩父市中心部（中町・番場町・本町など）では、町名や町割に当時の名残が見られ、歴史的災害として語り継がれている。秩父神社境内には当時の焼失記録が一部保存されており、地域の防火意識の礎ともなっている。